# Hegedűs Ferenc (operaénekes)
Hegedűs Ferenc (Szabadka, 1856. május 16. – Budapest, 1929. augusztus 3.) magyar operaénekes (basszus). Évtizedeken át az Operaház vezető buffója volt.

## Élete
Hegedűs Gáspár és Jung Julianna fiaként született. Várnay Fábián és Csóka Sándor társulatában kezdte pályafutását. Előbbinél Törökbecsén a Dalmában a hét vezér egyikét, a hatodikat énekelte, ám egymondatos szerepébe is belesült. Várnay emiatt ki akarta dobni a társulatából, ám kérésre megkegyelmezett neki és hamarosan megkedvelte Hegedüst. Később azonban a vándorkomédiás vére nyugtalankodni kezdett benne és megszökött igazgatójától. Énekelt többek között Kassán és Kolozsváron is. A budapesti Operaházban 1886. szeptember 9-én mutatkozott be Bartolo doktor szerepében Rossini A sevillai borbély című operájában, majd 1887. június 1-én szerződött az intézményhez. Csakhamar népszerű és kedvelt tagja lett az operai együttesnek, nemcsak szorosan vett buffo-szerepekben, de komoly jellemszínészi feladatokban is mindenkor jól megállta helyét, a Denevér Frosch-ától kezdve a Nürnbergi mesterdalnokok Beckmesserjéig egész sorozata a pompás és sikerült alakításoknak fűződik működéséhez és mindenkor hűséges és kötelességtudó tagja lett a műintézetnek. 1917. március 28-án a Mesterdalnokokban megünnepelte művészi működésének 30. évfordulóját. Csaknem négy évtizedes pályafutás után, 1924-ben nyugalomba vonult, de még ez után is fellépett. 1925. november 14-én ismét jubilált a Tosca sekrestyés szerepében, melyet százszor énekelt. Az Operaház örökös tagja lett.
Repertoárja gerincét komikus alakok alkották. „Mint a legtöbb magyar basszusbuffo, ő is inkább beszélt, mint énekelt, de »figurája« kárpótolt ezért a hiányosságért.” (Tallián Tibor)
Sírja a Fiumei úti sírkertben található.

## Magánélete
Felesége Kutassy Margit, fia Hegedűs Géza Viktor volt.

## Főbb szerepei
- Erkel Ferenc: Névtelen hősök — Csipkés
- Maillart: Villars dragonyosai — Thibaut
- Mozart: Don Juan — Masetto
- Mozart: A varázsfuvola — Papageno
- Nicolai: A windsori víg nők — Dr. Cajus
- Poldini Ede: Farsangi lakodalom — Andris
- Puccini: Manon Lescaut — Fogadós
- Puccini: Tosca – Sekrestyés
- Rossini: A sevillai borbély — Doktor Bartolo
- Johann Strauss d. S.: A denevér — Frosch
- Wagner: A nürnbergi mesterdalnokok — Sixtus Beckmesser